# Lilla Hoparegränd

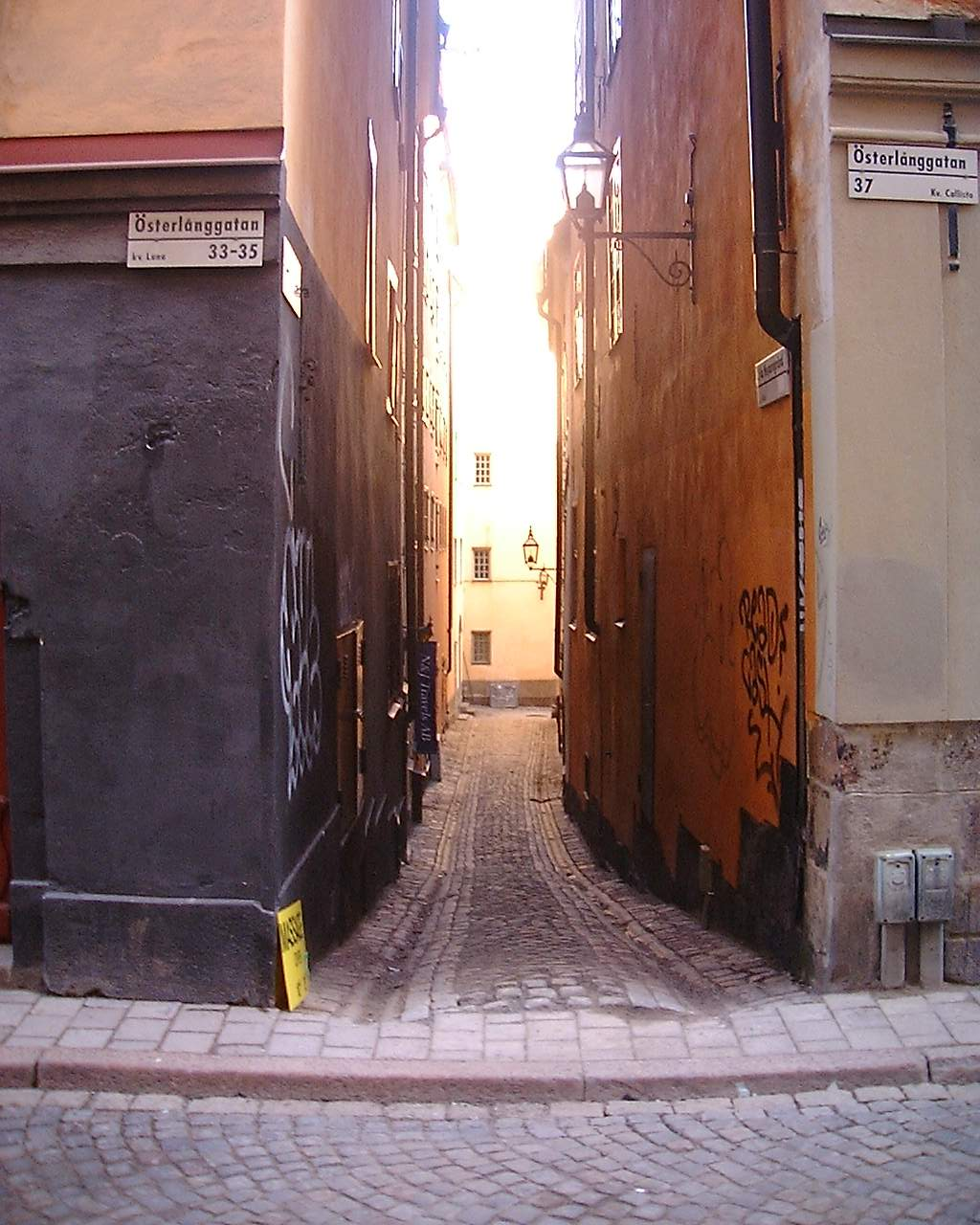
Lilla Hoparegränd.

Lilla Hoparegränd är en gränd i Gamla stan i Stockholm. Den går mellan Gaffelgränd och Österlånggatan. Den har fått sitt namn från Michel Hopare (eller Hoper) efter vilken en gränd i stadens östra del var benämnd redan 1550. Samme mans änka omtalas 1566 då hon stod i ett hus i "salig Michel Hopares gränd". Då det finns två gränder med nästan samma namn, Stora Hoparegränd och Lilla Hoparegränd, är det ovisst vilken det gäller.
Hopa betyder även "att ro vänd i färdriktningen".